# Adria Airways
A Adria foi uma companhia aérea da Eslovênia. A empresa foi fundada em 1961 com o nome de Adria Aviopromet, operando voos charters desde resorts turísticos na costa adriática para destinos na Alemanha, França, países escandinavos e Reino Unido.
Durante duas décadas a empresa usou o nome de Inex-Adria, após a associação com um grupo financeiro de Belgrado, voltando ao nome original com o término da sociedade em 1986.
No ano de 1983, a empresa passou a realizar voos regulares, servindo inicialmente Larnaca, no Chipre, e em seguida, estendeu sua malha para diversos destinos europeus. Em março de 1996, parte do capital da empresa foi privatizado e, em 2004, ingressou como membro regional da Star Alliance. Foi a primeira companhia aérea a receber um Airbus A320. Em 2019 declarou falência.

## História

### 1960s: Primeiros anos
A companhia aérea foi fundada em março de 1961 como Adria Aviopromet (Adria Airways). Em agosto, a empresa comprou dois DC-6B da KLM e realizou seu primeiro voo comercial com uma tripulação holandesa. Ao mesmo tempo, a primeira equipe técnica e equipes da Adria foram treinadas pela JAT Yugoslav Airlines e pela força aérea. A Adria realizou seu primeiro voo com uma tripulação doméstica em dezembro de 1961. Ao mesmo tempo, todas as outras atividades necessárias para a empresa foram montadas e organizadas, do departamento comercial ao departamento de contabilidade.
Nos anos seguintes, a Adria adquiriu gradualmente um mercado com voos turísticos da Alemanha, Reino Unido, Países Baixos e Escandinávia para aeroportos na costa do Adriático. Em 1964, foram adicionados voos para os Estados Unidos e Canadá, a fim de atender às necessidades das organizações expatriadas. Adria também realizou um número considerável de voos para as Nações Unidas.
Com a abertura do novo aeroporto de Liubliana em 1964, a Adria mudou sua base da sua sede anterior em Zagreb.
A aeronave DC-6B tornou-se gradualmente não competitiva no mercado. A empresa entrou em uma grave crise em 1967, que terminou com um processo de falência em 1968. Após um acordo obrigatório, a Adria continuou suas operações em grande parte graças aos esforços do presidente da Câmara Eslovena de Comércio e Indústria da época.
Em dezembro de 1968, a Adria se fundiu com a empresa sérvia InterExport, com sede em Belgrado, e mudou seu nome de Adria Aviopromet para Inex-Adria Aviopromet (Inex-Adria Airways). A renovação da frota começou.
Inex-Adria Caravelle em 1972

### 1970: Introdução ao Jetliner
Em 1969, foi comprado o primeiro avião a jato, um McDonnell Douglas DC-9 -30 com 115 assentos. Assim começou um período de modernização da frota, que permitiu à Adria aumentar sua participação no mercado de voos turísticos. Em setembro de 1969, o primeiro serviço programado foi estabelecido na rota Liubliana - Belgrado. Em março de 1970, Adria tinha quatro Douglas DC-6 B e um Douglas DC-9-30 com mais um em ordem.
Inex-Adria Douglas DC-9-33 no aeroporto de Frankfurt em 1976
Os negócios tiveram um aumento considerável. A Adria, além de expandir o número de aeronaves próprias, às vezes também alugava aeronaves (Sud Aviation Caravelle, Douglas DC-8, BAC One-Eleven).
Em 1972, a Adria renovou seus voos transatlânticos para os Estados Unidos e Canadá com aeronaves Douglas DC-8 -55. No entanto, ele se retirou desse serviço no próximo ano.
No final da década de 1970, a Adria foi premiada como a transportadora mais pontual no mercado de voos fretados. Os maiores sucessos comerciais desse período foram alcançados no mercado alemão, que também era o maior da época, em parceria produtiva com a Grimex Company. O número de voos para a Grã-Bretanha, França, Espanha e Escandinávia também aumentou. Durante esse período, a Adria também introduziu voos na Iugoslávia.
A empresa prestou muita atenção à educação. Fundou um centro de educação profissional e ajudou na criação de um curso de aviação na faculdade de engenharia de Liubliana. Ênfase especial foi dada ao desenvolvimento da conscientização sobre segurança, pois três acidentes ocorreram na última década.

### 1980: Modernização
Adria DHC-7 no aeroporto de Stuttgart em 1989
A Inex-Adria Aviopromet (Inex-Adria Airways) entrou na década de 1980 como uma empresa respeitável, com sucesso confirmado no mercado turístico e voos internos programados.  Em maio de 1981, a Adria comprou três novas aeronaves McDonnell Douglas MD-80. Infelizmente, um deles colidiu com uma montanha na Córsega em dezembro, matando todos a bordo.
Em 1982, a Adria obteve uma nova liderança, focada na educação das tripulações de voo, equipe técnica e outros profissionais, além de garantir a segurança.
Nesse período, o negócio permaneceu focado em voos charter para o Adriático. Os voos para trabalhadores convidados na Alemanha e na Suíça, que estavam conectados a voos internos, tornaram-se uma parte importante dos negócios. No final de 1984, também foram estabelecidos os primeiros voos internacionais regulares na rota Liubliana - Belgrado - Larnaca.
As perspectivas para o desenvolvimento do tráfego aéreo eram muito boas; portanto, em 1984, a Adria assinou um contrato para a compra de 5 aeronaves Airbus A320.  Também foram compradas duas novas aeronaves Dash 7 para os Jogos Olímpicos de Inverno de 1984 em Sarajevo.
Em dezembro de 1985, a Adria possuía quatro aeronaves McDonnell Douglas DC-9 -30, duas McDonnell Douglas DC-9-50, uma McDonnell Douglas MD-81, três McDonnell Douglas MD-82 e duas aeronaves Dash 7 da Havilland Canada. Um ano depois, outro MD-82 se juntou à frota.
Devido a um programa de reestruturação do direito comercial, em 1986, a Adria deixou o grupo Inex, tornando-se uma empresa independente e mudando seu nome para Adria Airways. Mais tarde, Adria tornou-se membro da IATA.
Em 1989, o primeiro novo Airbus A320 chegou. Foi o 43º A320 fabricado pela Airbus e o primeiro a ser equipado com os novos motores IAE.

### 1990: Tornando-se uma companhia aérea regular
Quando a Iugoslávia começou a se separar, a indústria do turismo no Adriático caiu, o que também foi sentido pelas transportadoras aéreas. Em setembro de 1990 outros dois novos Airbus A320 chegaram. Esperava-se que os dois últimos chegassem em junho de 1991. Em dezembro de 1990, realizou-se um referendo sobre a independência da Eslovênia, no qual a esmagadora maioria dos residentes eslovenos (cerca de 89%) votou pela independência da Eslovênia da Iugoslávia.
A independência foi declarada em 25 de junho de 1991. Depois disso, Adria enfrentou um conjunto de circunstâncias inteiramente novo. Em 28 de junho de 1991 a Força Aérea Federal da Iugoslávia atacou o hangar de Adria, causando sérios danos a quatro aeronaves, edifícios e veículos. Um Airbus A320, com menos de um ano de idade, foi fortemente danificado e foi transportado para Toulouse mais tarde naquele ano, por quase um ano de reparos. Além disso, dois Dash-7 e 1 DC-9-30 também foram danificados, enquanto outros aviões escaparam dos danos após serem levados poucas horas antes para o aeroporto mais próximo de Klagenfurt. Foi muito prejudicada naquele ano por causa dos problemas de seguro e registro.
Em 1991, a Adria tinha 13 aeronaves; três Airbus A320, quatro MD-82, um MD-81, três DC-9-30 e dois Dash-7. Outros dois Airbus A320 encomendados para entrega em junho de 1991 foram vendidos para outras companhias aéreas.
Os voos começaram em 1992, quando a Adria Airways restabeleceu suas atividades em um mercado truncado. A maioria dos destinos fretados da Europa Ocidental até a costa do Adriático se tornou inacessível, pois agora estavam situados no território de outros países. A frota era muito grande e muitas aeronaves foram alugadas em todo o mundo.
A Adria Airways se tornou a transportadora aérea nacional da Eslovênia e sua estrutura operacional mudou. De ser em grande parte uma companhia aérea fretada, ela se transformou em uma operadora programada. A Adria começou a montar uma rede de voos regulares pela Europa para atender às necessidades de uma Eslovênia independente. Mais tarde, em 1992, a empresa ingressou no sistema global de distribuição de viagens da Amadeus. Um período de reestruturação e reabilitação da empresa começou.
Nos anos seguintes, os Airbus A320 foram alugados principalmente, assim como os MD-82. Um MD-81 e um MD-82 foram vendidos em 1994. Os outros três MD-82 e um DC-9-30 foram vendidos no final de 1995. Como parte da reestruturação acionária da Adria Airways, em fevereiro de 1996, o O governo da Eslovênia obteve uma participação de 100% na empresa.
Em 1996, de acordo com o programa de resgate da administração, foi iniciado um procedimento de reabilitação cujo objetivo era permitir que a empresa seguisse os princípios do mercado. A ênfase principal foi na racionalização e modernização das operações e na adaptação da frota às exigências do mercado. O número de funcionários foi reduzido de 931 para 618. Em 1996, a frota consistia em três Airbus A320 com 168 assentos (pelo menos dois eram alugados na maioria das vezes), dois DC-9-30 com 105 assentos e dois Dash- 7 com 46 assentos. Adria iniciou uma corporação com a Lufthansa no final de 1996.
Em abril de 1997, a Adria encomendou dois novos aviões Bombardier CRJ200 LR com a opção de mais um. Os aviões foram entregues em 1998, quando dois Dash-7 e dois DC-9-30 deixaram a frota. Outro CRJ200LR chegou no final de 1998.  Bombardier CRJ200LR foi escolhido como a melhor opção para voos operados a partir de Ljubljana, o que permitiu que mais voos fossem realizados diretamente e com maior frequência. O CRJ200LR está na configuração de 48 assentos, que oferece espaço para um compartimento de bagagem maior necessário para fretamentos. Em 1999, a frota da Adria consistia em três Airbus A320, que agora estavam operando em casa, e três CRJ200LR.
No final dos anos 90 e início dos anos 2000, a sede da companhia aérea estava em Liubliana.

### Década de 2000: Conhecendo os novos mercados
A Adria começou a conectar as cidades dos Balcãs com a Europa Ocidental através de seu centro de Liubliana no final dos anos 90. Cidades como Sarajevo, Skopje, Ohrid, Tirana estavam ligadas à Escandinávia, Reino Unido, Alemanha e França. Depois que a Guerra do Kosovo terminou em 1999, Adria foi a primeira companhia aérea a voar para Pristina no inverno de 1999.  Em março de 2000, chegaram os 4º novos 48 assentos Bombardier CRJ200 LR.
Maribor, segunda maior cidade da Eslovênia, ficou conectada a Munique por um curto período de tempo no verão de 2000. Havia cinco voos semanais por volta do meio dia.
Em 2001, a Adria Airways registrou uma grande redução no número de passageiros anuais como resultado dos ataques de 11 de setembro de 2001. No inverno de 2001 a 2002, a Adria começou a voar no mercado da UE na rota Viena - Frankfurt. Em julho de 2002, a Bombardier Aerospace selecionou a Adria como a primeira instalação de manutenção pesada autorizada para aeronaves CRJ na Europa.
Na primavera de 2003, a Adria alugou um Bombardier CRJ100 LR com 50 assentos da Bombardier; o contrato durou até janeiro de 2011. Em agosto de 2004, a Adria estava entre as primeiras companhias aéreas do mundo a obter um certificado IOSA. O 6º Bombardier CRJ200 LR com 50 assentos foi alugado da GECAS. Em 18 de novembro de 2004 a Adria Airways ingressou na Star Alliance.
Em 2005, a 7.ª marca CRJ200LR com 50 assentos foi entregue à Adria. Adria terminou com uma perda de cerca de € 10 milhões e um novo CEO foi anunciado no final de 2005. Tadej Tufek tornou-se um novo CEO em 2006. Duas aeronaves Boeing 737-500 (112 assentos) foram arrendadas da Ukraine International Airlines e da Cirrus Airlines para preencher a diferença entre A320 (162 assentos) e CRJ200 (48/50 assentos). Um Airbus A320 foi alugado para a Afriqiyah Airways até o final de 2009, enquanto outro Airbus A320 ingressou na Afriqiyah no inverno de 2006-2007 até o verão de 2008. Em 2006, a empresa registrou um lucro mínimo e transportou seu primeiro milionésimo passageiro anual desde o final dos anos 80.
Em 2007, a Adria encomendou dois Bombardier CRJ900 que foram entregues em maio. Durante o verão, a frota consistia em um Airbus A320 (162 assentos), um Boeing 737-500 (112 assentos) arrendado da Ukraine International Airlines, dois Bombardier CRJ900LR (86 assentos) e sete aeronaves Bombardier CRJ200LR (48/50 assentos). Em novembro de 2007, a Adria anunciou a compra de um novo CRJ1000 NextGen e duas novas aeronaves CRJ900 NextGen. Adria terminou o ano com um pequeno lucro.
Em 2008, a Adria converteu seu pedido CRJ1000 NextGen em 5º CRJ900 e recuperou novamente uma perda de €3 milhões.
Em março de 2009, a Adria Airways assinou uma carta de intenções com a Airbus para comprar uma nova aeronave Airbus A319. O conselho de administração planejava substituir a frota da Airbus A320 por uma nova aeronave Airbus A319. A configuração de assentos da aeronave permite 135 assentos, o que é economicamente eficiente para o tipo de serviço operado pela Adria Airways. Dois Airbus A320 foram vendidos para a Myanmar Airways International em 2009, o S5-AAC em outubro e o S5-AAB em dezembro.  Em novembro de 2009, foram inauguradas novas sedes no aeroporto de Liubliana. Uma perda de € 14 milhões foi feita em 2009.

### 2010: Resolvendo a crise
Um antigo Adria Airways Airbus A320-200 em cores retrô
Adria iniciou uma nova década com uma enorme perda acumulada. No entanto, o futuro parecia brilhante quando dois novos Airbus A319 estavam planejados para chegar em abril de 2010. Em março de 2010, a Adria adicionou Belgrado à sua programação, que foi operada pela última vez antes da desintegração da Iugoslávia. Em abril de 2010, todas as operações foram transferidas para Maribor, como aeroporto de Ljubljana foi tendo sua pista renovado.  final daquele mês, Adria, como muitas outras companhias aéreas da Europa, ficou de castigo devido à erupção do Eyjafjallajökull na Islândia.
A Adria recebeu dois novos Airbus A319s  com um pequeno atraso devido à erupção vulcânica em abril / maio de 2010.
Em junho de 2010, como parte da reorganização da empresa, a Adria Tehnika e a Adria Flight School foram criadas como empresas separadas.
Novos voos para Banja Luka começaram em julho, que foram operados em cooperação com a Sky Srpska. Os voos terminaram um ano depois. No final daquele mês, foram iniciados voos para Marselha, oferecendo aos motoristas de caminhões turcos uma conexão de Istambul via Liubliana. Esses voos foram cancelados no final de 2011. No verão de 2010, a frota da Adria consistia em um Airbus A320 (162 lugares), dois Airbus A319 (135 assentos), quatro Bombardier CRJ900LR (86 assentos) e sete Bombardier CRJ200LR (48/50 assentos) aeronaves. Em 11 de setembro de 2010, o Airbus A320-231 (S5-AAA) foi retirado e está armazenado emAeroporto de Liubliana. Com o início do horário de inverno, os voos de Marselha foram transferidos para Toulon. A partir de 10 de dezembro de 2010, a Adria começou a servir novas rotas a partir de Pristina, no Kosovo. Destinos durante o inverno foram Düsseldorf, Frankfurt e Munique. Durante o verão, Bruxelas, Copenhague e Paris foram adicionadas àquelas iniciadas no inverno.
Em 14 de janeiro de 2011, o CEO Tadej Tufek e o diretor executivo Marjan Ravnikar renunciaram por causa de maus resultados em seus últimos anos de liderança. Klemen Boštjančič tornou-se o novo CEO e um novo diretor executivo, Robert Vuga, foi nomeado. A Adria vendeu suas ações na Adria Tehnika, para o Aeroporto de Ljubljana e para o Governo, para cobrir parte da perda.
Em fevereiro de 2011, o CRJ100LR (S5-AAH) foi aposentado e devolvido em agosto de 2011 à Bombardier Capital. Em março de 2011, a Adria comemorou seu 50º aniversário. Foi realizada uma exposição no Museu Nacional de História Contemporânea, mostrando a história da transportadora nacional eslovena.  Como parte das ações imediatas da nova administração, duas novas aeronaves da Airbus foram arrendadas. Um Airbus A320-231 (S5-AAS, ex EI-DOD) é alugado a partir de abril de 2011 por 3,5 anos.  Possui 180 assentos e é operado principalmente em voos charter. Em junho, um segundo Airbus A320-211(S5-AAT, ex-CS-TNB) deveria ser alugado por 18 meses, mas foi armazenado em outubro. Usava cores retrô Adria da década de 1960. Em 26 de janeiro de 2012, o S5-AAT foi devolvido ao arrendador GOAL que vendeu a aeronave.
No verão de 2011, a Adria operou com dois Airbus A320 (180/162 assentos), dois Airbus A319 (135 assentos), quatro Bombardier CRJ900 (86 lugares) e 6 Bombardier CRJ200LR (50/48 assentos). O terceiro Airbus A320 (S5-AAA) ainda era de propriedade da Adria, mas não estava operacional e estava armazenado no aeroporto de Ljubljana.
Uma perda total de € 63.073.630 foi realizada em 2010. A maior parte da perda foi devido a uma reavaliação da frota, que mostrou uma diminuição de € 45.443.441 principalmente devido ao baixo valor de mercado para o CRJ200LR. Devido à reavaliação e perdas acumuladas, foi realizado um plano de reestruturação financeira em agosto. Envolveu o governo da Eslovênia e os bancos dos quais a Adria havia tomado empréstimos nos últimos anos. De acordo com o plano, o governo investiria € 50 milhões e os bancos converteriam 25% a 50% dos empréstimos em patrimônio. Em 21 de setembro de 2011, Adria finalizou o acordo com os bancos e o governo. Juntas, a Adria recebeu € 69.720.983 - € 50 milhões do governo, e o restante foi convertido por meio da troca de empréstimos para capital.
Com o início do horário de inverno de 2011/12, Adria retirou voos para Banja Luka, Londres, Paris, Toulon e Varsóvia. A rota Viena - Frankfurt também foi cancelada.
Para a temporada de verão de 2012, Adria retornou a três destinos sazonais: Barcelona, Londres Luton e Manchester.
Em agosto, o Aeroporto de Ljubljana informou que tinha uma nova companhia aérea para operar em uma rota Londres-Luton e, portanto, a Adria a removeu do horário de inverno e verão de 2013.
Em 24 de setembro de 2012, um Bomabrdier CRJ200LR registrado S5-AAI foi devolvido ao locador GECAS. A Adria agora opera cinco aviões CRJ200LR e dois CRJ900LR, dois aviões CRJ900LR (próxima geração) alugados e dois Airbus A319 alugados, além de um Airbus A320 alugado maior para um total de 12 aviões.
Para o inverno de 2012–13, a empresa operou quase as mesmas frequências que no último inverno e atendeu aos mesmos destinos. A frota operacional era de quatro CRJ900 e quatro CRJ200LR. A frota da Airbus operava em fretamentos e seria alugada enquanto o CRJ200LR restante seria usado em fretamentos ad hoc (clubes esportivos, empresas / empresas etc.) e como apoio.
Na primavera de 2014, a Adria começou a operar de Frankfurt a Tirana, na Albânia.
No verão de 2015, Adria começou a operar de Maribor para o aeroporto Southend de Londres, Inglaterra; no entanto, os voos foram encerrados até o final da temporada.

### 2016: Privatização da Adria Airways
Em março de 2016, o 4K Invest, um fundo de reestruturação sediado em Luxemburgo, adquiriu 96% das ações da Adria Airways do estado esloveno. O novo proprietário nomeou Arno Schuster como CEO da Adria.
Em 1 de julho de 2017, a Adria suspendeu sua base na cidade polonesa de Łódź, da qual realizou voos com sua aeronave CRJ700 estacionada, registrada S5-AAZ, pelos três anos anteriores. Durante esse período, Adria também abriu duas outras bases na Polônia, uma em Rzeszów e outra em Olsztyn; no entanto, ambos foram encerrados rapidamente. a Adria agora deve se concentrar mais em seu hub principal no aeroporto de Ljubljana, que já viu um aumento nas frequências de voos para alguns destinos servidos pela Adria. Esses destinos incluem Amsterdã, Podgorica, Pristina, Sarajevo e Skopje.
Em 20 de julho de 2017, a Adria anunciou a compra da Darwin Airline, que opera voos como Etihad Regional e era de propriedade da Etihad Airways. A companhia aérea se comercializará como Adria Airways Switzerland, mas continuará suas operações como Darwin Airline com o certificado de operador aéreo (AOC) existente. Adria será responsável pelo marketing e algumas tarefas administrativas e operacionais. No entanto, a partir de agora, isso não afetará diretamente as operações da companhia aérea como um todo, pois as duas bases permanecerão em Genebra e Lugano.
Em setembro de 2017, foi revelado que a Adria vendeu sua marca por 8 milhões de euros a um comprador não divulgado em dezembro do ano anterior.
Em novembro de 2017, a Adria anunciou novos voos da cidade suíça de Berna, que resultaram da SkyWork Airlines, anteriormente a maior operadora fora do Aeroporto de Belp, perdendo seu AOC. Os voos para Berlim, Hamburgo, Munique e Viena estavam programados para começar em 6 de novembro de 2017 e deveriam ser operados pela subsidiária Adria Airways Switzerland. No entanto, esses planos foram cancelados apenas alguns dias após o anúncio, pois a SkyWork conseguiu recuperar seu COA.
Nos últimos anos, a Adria se concentrou em voos ad hoc, que são operados principalmente por grandes empresas automotivas, como Ford  Chrysler e Ferrari.
Em 12 de dezembro de 2017, a subsidiária suíça da Adria, Darwin Airline, que operava como Adria Airways Switzerland, foi declarada falida e seu COA foi revogado. A companhia aérea encerrou todas as operações.

### 2019: anos finais
Em janeiro de 2019, a Adria Airways anunciou que encerraria suas operações de curta duração na cidade foco no aeroporto Paderborn Lippstadt, na Alemanha, que consistia em três rotas para Londres (que já havia cessado no final de 2018), Viena e Zurique. Ao mesmo tempo, foram anunciados grandes cortes em sua rede de rotas a partir da base da companhia aérea em Ljubljana, com todos os serviços para Brač, Bucareste, Dubrovnik, Düsseldorf, Genebra, Hamburgo, Kiev, Moscou e Varsóvia.
Em 20 de setembro de 2019, foi divulgado que duas das aeronaves Bombardier CRJ900 da companhia aérea haviam sido recuperadas por seus arrendadores por contas não pagas.
Em 23 de setembro de 2019, a Adria Airways anunciou em seu site que suspenderia temporariamente as operações de voo por dois dias porque não possuía a liquidez necessária para manter as operações programadas.  A suspensão foi prorrogada por mais dois dias em 25 de setembro de 2019.  No mesmo dia, constatou-se que várias aeronaves da transportadora haviam sido recuperadas por arrendadores devido ao não pagamento de contratos de leasing.  Em um terceiro anúncio de atraso, na sexta-feira, 27 de setembro de 2019, a empresa disse que continuaria a suspender o serviço para todos os destinos, exceto Frankfurt, até a tarde da segunda-feira 30.  Também em 27 de setembro, todos os três Airbus A319-100 da companhia aérea.haviam sido recuperados por seus arrendadores.
Em 30 de setembro de 2019, a Adria Airways anunciou que havia declarado oficialmente a falência, encerrando 58 anos de serviço. Consequentemente, a empresa disse que cancelaria todos os voos programados devido ao início de um processo de falência.  O ministro do Desenvolvimento Econômico da Eslovênia, Zdravko Počivalšek  [ sl ], disse que está sendo estudada uma opção para criar uma nova companhia aérea dentro de alguns meses, a fim de manter importantes ligações aéreas.

## Assuntos corporativos e identidade

### Sede
A sede corporativa da Adria está localizada no aeroporto de Ljubljana, em Zgornji Brnik, Cerklje na Gorenjskem, Eslovênia, perto de Ljubljana. Em 2008, foi lançada a primeira pedra para a nova sede da Adria. Em novembro de 2009, a Adria transferiu cerca de 300 funcionários e todos os seus departamentos. O edifício anterior, na cidade de Liubliana, foi construído na década de 1980. Na década de 1970 a Inex-Adria tinha sua sede na propriedade do aeroporto de Ljubljana, como hoje.

### História da marca
A atual identidade visual da Adria Airways foi criada no final dos anos 80. A marca da cauda simbolizava uma folha de tília, um símbolo nacional da Eslovênia.

### Financial and operational results
| Year                                           | Passengers | PAX Change | Flights | Flights Change | Load Factor | Revenue (€ millions) | Net income (€ millions) | Employees |
| ---------------------------------------------- | ---------- | ---------- | ------- | -------------- | ----------- | -------------------- | ----------------------- | --------- |
| 2001                                           | 801,247    | Estável    | —       | —              | —           | 109.000              | + 0.670                 | —         |
| 2002                                           | 814,156    | 1.6%       | —       | —              | —           | 118.000              | + 0.501                 | —         |
| 2003                                           | 864,368    | 6.2 %      | 17,756  | —              | 57.66%      | 124.000              | + 0.445                 | 539       |
| 2004                                           | 884,861    | 2.4%       | 18,741  | 5.5%           | 57.95%      | 136.000              | + 0.177                 | 552       |
| 2005                                           | 928,662    | 5.0%       | 19,833  | 5.8%           | 63.50%      | 137.000              | - 9.572                 | 543       |
| 2006                                           | 1,018,007  | 9.6%       | 21,420  | 8.0%           | 66.40%      | 157.000              | + 0.070                 | 592       |
| 2007                                           | 1,136,431  | 11.6%      | 23,727  | 10.8%          | 67.10%      | 182.000              | + 0.425                 | 679       |
| 2008                                           | 1,302,172  | 14.6%      | 27,183  | 14.6%          | 65.60%      | 207.000              | - 3.240                 | 719       |
| 2009                                           | 1,143,542  | 12.2%      | 26,133  | 3.9%           | 63.30%      | 164.000              | - 13.991                | 705       |
| 2010                                           | 1,170,235  | 2.3%       | 25,124  | 3.9%           | 66.50%      | 149.703              | - 63.073                | 452       |
| 2011                                           | 1,163,016  | 0.6%       | 24,480  | 2.6%           | 63.05%      | 159.875              | - 12.031                | 450       |
| 2012                                           | 987,279    | 15.1%      | 20,863  | 14.8%          | 68.99%      | 150.331              | - 10.801                | 405       |
| 2013                                           | 1,026,839  | 4.0%       | 19,509  | 6.5%           | 73.16%      | 146.701              | - 2.874                 | 375       |
| 2014                                           | 1,111,762  | 8.3%       | 19,123  | 2.0%           | 71.00%      | 150.000              | + 0.900                 | 370       |
| 2015                                           | 1,239,920  | 11.5%      | 20,280  | 6.0%           | 67.90%      | 152.100              | - 9.200                 | 420       |
| 2016                                           | 1,103,530  | 11.0%      | 19,470  | 4.0%           | 65.50%      | 155.200              | + 3.233                 | 396       |
| 2017                                           | 1,209,692  | 9.6%       | 20,415  | 4.9%           | 66.90%      | —                    | —                       | —         |
| 2018 (1st half)                                | 576,377    | 8.6%       | ≈10,000 | 2.4%           | 63.90%      | —                    | —                       | —         |
| Source: EX-YU Aviation News and Uporabna stran |            |            |         |                |             |                      |                         |           |

### Subsidiárias
Além de sua operação principal, a Adria possui várias subsidiárias, incluindo:
- Adria Airways Tehnika (não pertence)
- Adria Flight Career Center
- Amadeus Eslovênia
- Adria Airways Kosovo

#### Adria Airways Tehnika
A Adria Airways Tehnika é uma organização de manutenção sediada no Aeroporto de Ljubljana. É o fornecedor de manutenção de linha e base da Adria Airways e também é fornecida manutenção de base à Air Berlin, SAS Scandinavian Airlines, Air Méditerranée, Brit Air e muitos outros.  Antes de setembro de 2002, manutenção esporádica de terceiros era fornecida para algumas aeronaves no local. Foi a primeira instalação de serviço reconhecida pela CRJ100 / 200/700/900 na Europa. Em meados de 2005, foi formada uma parceria com a Air France Industries para realizar verificações de A&C em aeronaves da família A320. Em 2010, a Adria Airways Tehnika foi estabelecida como uma empresa separada, empregando cerca de 250 funcionários. Com dois hangares, eles podem servir de duas a cinco aeronaves, dependendo do tamanho. Em 2015, a Adria Airways Tehnika foi privatizada e vendida à polonesa Aviaprime Holding, proprietária da polonesa Linetech Maintenance Organization.  O nome da empresa foi então renomeado para Adria Tehnika.

#### Adria Airways Suíça
Adria Airways Switzerland era o nome de marketing da Darwin Airline, que operava todos os seus voos, e era uma subsidiária suíça da Adria Airways. Era de propriedade da Etihad Airways e da marca Etihad Regional, com bases em Genebra e Lugano na Suíça. Todos os voos desta unidade cessaram as operações em 12 de dezembro de 2017.

## Destinos
No verão de 2017, a Adria Airways operava um hub principal no aeroporto de Liubliana Jože Pučnik, bem como o hub secundário no aeroporto internacional de Pristina e no aeroporto internacional de Tirana Nënë Tereza. A maioria dos negócios da Adria Airways era em voos regulares, mas também fornecia voos charter e ad hoc. Em julho de 2017, a Adria operava em 24 destinos regulares e 22 charter em toda a Europa. A maioria dos voos foi operada fora do aeroporto de Liubliana Jože Pučnik, o principal hub da companhia aérea, mas também opera voos regulares e charter a partir do aeroporto de Pristina e do aeroporto de Tirana. Ele era membro da Star Alliance desde 2004 e parceiro da Lufthansa desde 1996. Os voos regulares fretados da companhia aérea eram, na maioria das vezes, sazonais e com maior frequência para destinos de férias na região do Mediterrâneo. Sharm el-Sheikh e Hurghada, no Egito, foram servidos durante todo o ano, dentro de um cronograma.

### Acordos de compartilhamento de código
A Adria Airways tinha acordos de codeshare com as seguintes companhias aéreas:
- Aeroflot
- Air Canada
- Ar francês
- Air India
- Air Serbia
- Austrian Airlines
- Companhias Aéreas de Bruxelas
- KLM
- LOT Polish Airlines
- Lufthansa
- Companhias Aéreas de Montenegro
- Companhias Aéreas Escandinavas
- linhas aéreas de Singapura
- Linhas aéreas internacionais suíças
- companhias aéreas turca

## Frota

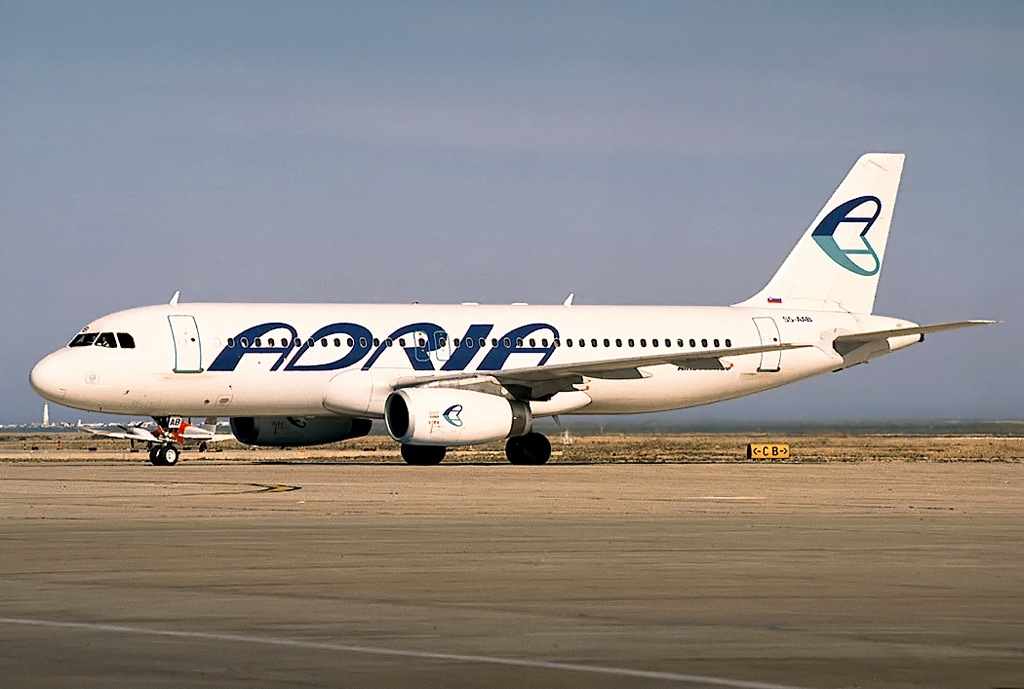
Adria Airways Airbus A320.

No momento do fechamento, a frota da Adria Airways era composta pelas seguintes aeronaves
| Aeronaves           | Em serviço | Encomendas | Passageiros | Notas |
| ------------------- | ---------- | ---------- | ----------- | --- |
| Airbus A319-100     | 3          | -          | 142         | |
| Airbus A319-100     | 3          | -          | 144         | |
| Bombardier CRJ700ER | 2          | -          | 70          | Um alugado por via úmida para Luxair |
| Bombardier CRJ700ER | 2          | -          | 72          | Um alugado por via úmida para Luxair |
| Bombardier CRJ900LR | 9          | 3          | 86          | Dois alugados por via úmida para a Austrian Airlines Dois alugados por via úmida para a Lufthansa Um pintado com libré da Star Alliance[ |
| Bombardier CRJ900LR | 9          | 3          | 90          | Dois alugados por via úmida para a Austrian Airlines Dois alugados por via úmida para a Lufthansa Um pintado com libré da Star Alliance[ |
| Saab 2000           | 6          | -          | 50.         | Dois alugad[ os por via úmida para a Swiss International Air[ Lines Dois armazenados                                                     |

## Incidentes e acidentes
- 30 de outubro de 1975: o voo 450 da Inex-Adria Aviopromet, um Douglas DC-9-32, atingiu um terreno alto durante uma aproximação de neblina perto de Praga-Suchdol, Checoslováquia. O acidente matou 75 das 120 pessoas a bordo.
- 10 de setembro de 1976: um Inex-Adria Douglas DC-9-31 e um Hawker Siddeley Trident 3B da British Airways estavam envolvidos em uma colisão no ar sobre Zagreb, matando 176 pessoas. A colisão foi atribuída a um erro de controle de tráfego aéreo.
- 1 de dezembro de 1981: O voo 1308 da Inex-Adria Aviopromet, um McDonnell Douglas MD-81, caiu nas montanhas enquanto se aproximava do Aeroporto Campo dell'Oro em Ajaccio, Córsega. Todas as 180 pessoas a bordo morreram.